# Bazylika św. Agaty i św. Barbary w Oudenbosch
Bazylika św. Agaty i św. Barbary w Oudenbosch (hol. Basiliek H.H. Agatha en Barbara) – kościół rzymskokatolicki w Oudenbosch w Brabancji Północnej, zbudowany w latach 1865–1892 z inicjatywy ks. Willema Hellemonsa, według planów Pierre'a Cuypersa. W 1880 konsekrowany przez biskupa Bredy van Beeka. Ukończony w 1892 pod kierunkiem architekta Gerardusa Jacobusa van Swaaija. W 1912 otrzymał tytuł bazyliki mniejszej. Stanowi kopię bazyliki św. Piotra na Watykanie pomniejszoną czterokrotnie. Fasada frontowa wzorowana jest na fasadzie papieskiej arcybazyliki św. Janów na Lateranie, "Matki i Głowy Wszystkich Kościołów Miasta i Świata". 
Bazylika św. Agaty i św. Barbary figuruje w rejestrze zabytków pod nr 31938.